# Die Traumtänzer
Die Traumtänzer ist der deutsche Titel eines US-amerikanischen Kriminalfilms aus dem Jahr 1989 mit Burt Reynolds in der Hauptrolle. Bill Forsyth führte Regie und John Sayles schrieb das Drehbuch. Der Film begleitet ein Einbrecherduo bei seinen Beutezügen.

## Handlung
Rein zufällig brechen Ernest (Ernie) Mullins und Michael (Mike) Lafebb zeitgleich in dasselbe Haus ein. Ernie ist ein alter Hase in seinem Fach und kann dem kindlich naiven Kleinganoven noch so manchen Tip geben. Mikes bisherige Einbrüche dienten ihm dazu, seine absonderlichen Vorlieben auszuleben. Er bedient sich am Kühlschrank, schaut fern oder misst die Laken der Familie aus – er sammelt Lakenmaße. Bereicherung im eigentlichen Sinne war nie sein Ziel. Da sich Mike lernwillig zeigt, beschließt Ernie, den jungen Mann aus der Turnschuhgeneration zukünftig als Komplizen zu beteiligen. Gemeinsam leeren sie so manchen Tresor.
Der Erfolg steigt Mike zu Kopf und entgegen Ernies Rat lebt er auf großem Fuß. So führt Mikes ausschweifender Lebensstil die Ermittlungsbehörden auf seine Spur. Er wird verhaftet. Aber auch für diesen Fall kennt Ernie eine Lösung. Er engagiert den gewitzten Juristen Vincent Tucci als Verteidiger. Dieser instruiert Mike, so viele Einbrüche wie möglich zu gestehen, aber ohne Ernies Mittäterschaft zu offenbaren. Umfangreich geständige Täter genießen Vorzüge, das ist allgemein bekannt. 5 Jahre Haft sind die Konsequenz. Mittels Kontakten zur Unterwelt kann Ernie für Mike mildere Haftbedingungen erwirken. So kann Mike die Zeit im Gefängnis besser überstehen.

## Hintergrund

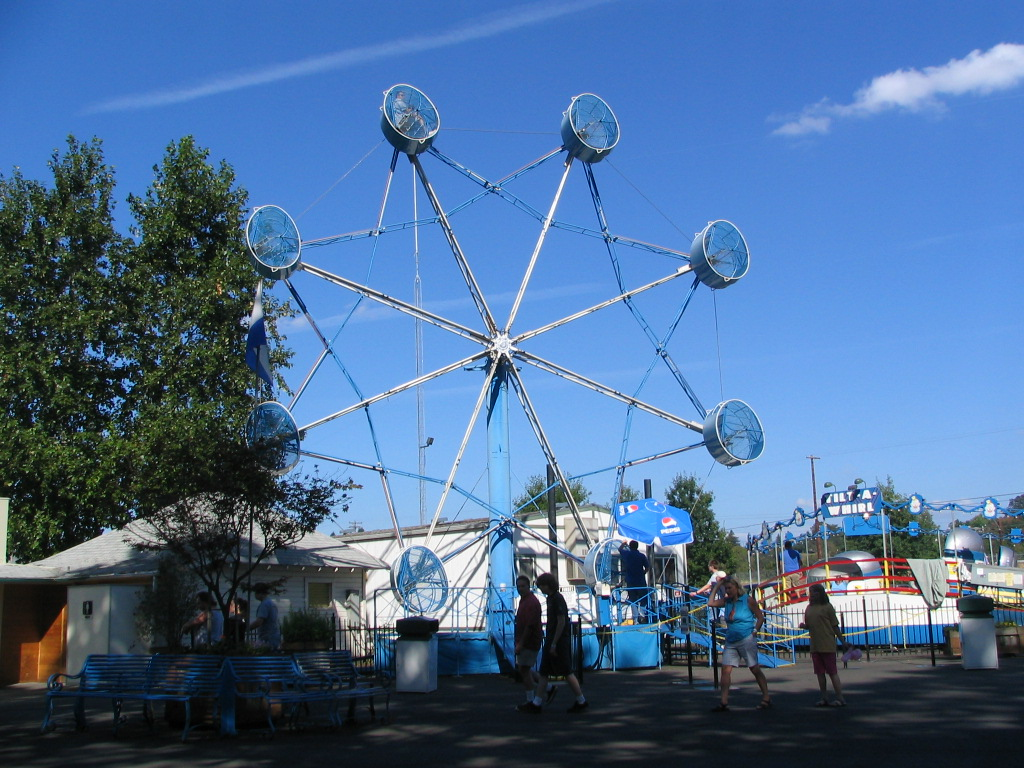
Ein Fahrgeschäft im Oaks Amusement Park, das auch im Film zu sehen ist

Das Budget des Films wird auf 6 Mio. Dollar geschätzt. In den Kinos der USA spielte der Film fast 1,9 Mio. Dollar ein.
Gedreht wurde in der Stadt Portland, im US-Bundesstaat Oregon. Einer der Schauplätze war der Oaks Amusement Park.
Seine Premiere feierte der Film im August 1989 auf dem Edinburgh Film Festival und in die deutschen Kinos kam er dann am 16. August 1990.
Trivia
Als Mike im Baumarkt Gasflaschen kauft, erscheint im Hintergrund ein Mann mit einer Edelstahlspüle. Laut IMDb ist das eine Anspielung auf Bill Forsyths erste Regiearbeit (That Sinking Feeling, 1980). Dort bricht eine Gruppe Jugendlicher in eine Lagerhalle ein, um Edelstahlspülen zu stehlen.

## Kritik
„Eine leise Gaunerkomödie, die geschickt Klamauk und Sentimentalitäten vermeidet, insgesamt aber schwung- und witzlos bleibt. Bill Forsyth hat sich allzuweit von all dem entfernt, was seine früheren Filme ausgezeichnet und liebenswert gemacht hat.“

„Obwohl Kultfilmer John Sayles (‘Passion Fish’) das Drehbuch schrieb, fehlt der zündende Funke. Fazit: Köstliche Momente, in Bravheit erstickt.“

„Bill Forsyth gehört zu den großen und unterschätzten Regisseuren des internationalen Kinos. Die geistreiche Gaunerkomödie "Die Traumtänzer", nach einem Drehbuch von John Sayles, gehört zu seinen schönsten Arbeiten - nicht zuletzt, weil Hollywood-Haudegen Burt Reynolds als abgeklärter Safeknacker eine echte Glanzleistung abliefert.“

## Auszeichnungen
Der Film war 1989 für den Kritikerpreis auf dem Deauville Film Festival und den Tokyo Grand Prix auf dem Tokyo International Film Festival nominiert.